# Strada statale 109 bis-dir/A dell'Ospedale di Catanzaro
La strada statale 109 bis-dir/A dell'Ospedale di Catanzaro (SS 109 bis-dir/A) è una strada statale italiana.

## Percorso
La strada statale 109 bis-dir/A, gestita dal Compartimento di Catanzaro, ha inizio dalla SS 109 bis e termina dopo 0,724 km sul viale Pio X.